# Pilisszentkereszt
Pilisszentkereszt là một thị trấn thuộc hạt Pest, Hungary. Thị trấn này có diện tích 17,21 km², dân số năm 2010 là 2288 người, mật độ 133 người/km².